# 新長站
新長站（朝鲜语：신장역；）曾为朝鲜铁路北部内陆线上的一个车站，位于两江道惠山市，启用及废止时间不明。